# Долгоруков, Николай Васильевич (кораблестроитель)
Долгоруков Николай Васильевич (1849—1918) — офицер Российского Императорского флота, кораблестроитель, наблюдающий за постройкой кораблей, инспектор кораблестроения, генерал-лейтенант Корпуса корабельных инженеров.

## Биография
Николай Васильевич Долгоруков родился 30 ноября 1849 года в Петербурге. Из мещан.
В службе с 1869 года. В 1872 году окончил кораблестроительное отделение Технического училища Морского ведомства в Кронштадте и произведён в чин кондуктора Корпуса корабельных инженеров. Проходил службу на судостроительных заводах в Петербурге.
В 1874 году окончил кораблестроительное отделение Николаевской морской академии, в 1877 году — Минный офицерский класс.
С 1878 года под руководством корабельного инженера подполковника Н. А. Самойлова разрабатывал чертежи броненосных кораблей по заданию вице-адмирала А. А. Попова. В 1881—1882 годах участвовал в проектировании миноносцев, наблюдал за их постройкой в Англии и Франции.
В 1884 году во Франции окончил курс Морской инженерной школы. В 1885 году на Балтийском заводе разрабатывал чертежи первого минного крейсера российского императорского флота «Лейтенант Ильин» и крейсера «Память Азова». С 1887 по 1888 годы штабс-капитан Долгоруков наблюдал на верфи Луарского общества во Франции за постройкой крейсера «Адмирал Корнилов».
В 1891—1892 годах наблюдал за постройкой крейсера «Рюрик» на Балтийском заводе. В 1893—1894 годах старший судостроитель Долгоруков наблюдал за постройкой в Копенгагене на верфи «Бурмейстер и Вайн» императорской яхты «Штандарт», ледокольных пароходов «Надёжный» в Дании и «Удалый» в Швеции.
В 1897 году стал старшим судостроителем Петербургского порта, наблюдал во Франции за ремонтом броненосца «Сисой Великий», участвовал в испытаниях крейсера «Светлана». В 1899 году назначен наблюдающим за постройкой броненосца «Орёл» на Галерном островке в Петербурге. 22 января 1901 года назначен старшим помощником главного инспектора кораблестроения А. Н. Крылова, который поручил Долгорукому «ведать и подготовлять для доклада все дела по строившимся в Петербурге судам».
В 1903 году был произведён в инспекторы кораблестроения. Летом 1903 года корабельный инженер Н. В. Долгоруков получил задание от МТК разработать проект «переоборудования низкобортного броненосца („Пётр Великий“) в учебный корабль».
В 1904 году в составе комиссии был командирован за границу, изучал состояние судостроения в Англии, Франции, Германии и других странах. В 1907 году переаттестован в генерал-майоры Корпуса корабельных инженеров.
В 1910 году произведён в генерал-лейтенанты с увольнением со службы по болезни. Был женат, имел двух детей.
Умер в 1918 году.

## Награды
- орден Святой Анны 3 степени (1880);
- орден Святого Станислава 2 степени (1893);
- орден Святого Владимира 4 степени (1896);
- орден Святого Владимира 3 степени (1 апреля 1901);
- серебряная медаль «В память царствования императора Александра III» (1896)[2].

Иностранные:
- орден Данеброг — офицерский крест 1896[2]